# Paul Prieels
Paul Prieels is een Belgisch voormalig boogschutter. Hij behaalde met het Belgisch team brons op de wereldkampioenschappen van 1955, samen met Jean Van den Bosch en André Duval.
Prieels is de kleinzoon van zesvoudig Olympisch kampioen Hubert Van Innis. Hij trouwde met de dochter van Oscar Kessels, die samen met Van Innis in 1933 wereldkampioen werd met het Belgische team. Kessels was getrouwd met een dochter van Jérôme De Mayer, waarmee Van Innis in 1920 tweemaal goud won op de Olympische Zomerspelen te Antwerpen. Prieels zoon Philippe en Philippes dochter en meervoudig Europees kampioene Sarah Prieels zijn ook boogschutters.